# Gaetano Ventriglia
Gaetano Ventriglia (1962) è un drammaturgo e attore teatrale italiano.

## Biografia
Di origine foggiana, è da molti anni residente a Livorno dove tuttora opera e lavora. Il suo – come ha scritto Attilio Scarpellini – è “un teatro fatto di minuziose, talvolta impercettibili, trasfigurazioni di corpi e di cose”; un teatro onirico in cui la poetica di Pier Paolo Pasolini si fonde con la visionarietà di Eduardo De Filippo e la ricerca umana e spirituale di Fëdor Michajlovič Dostoevskij: sono infatti questi i tre modelli dichiarati e riconosciuti dell'attore foggiano, mischiati alla lezione performativa di Leo De Berardinis e Jerzy Grotowski.
Inizia la sua attività nel 1988 scrivendo ed interpretando l'atto unico Schifo: seguono – tra gli altri – Discarica, Detriti e Serrature. A partire da mmocca, 1996, libera la sua produzione matura.
Nel 1998 porta in scena Cicoria - in fondo al mondo, Pasolini, spettacolo ideato ed interpretato insieme con Ascanio Celestini. Cicoria - testo di fondazione di quel genere di grande successo che è il "teatro di narrazione" ed esordio drammaturgico dello stesso Celestini - racconta di un viaggio di un padre romano (Celestini) e di un figlio foggiano (Ventriglia) che, dalla periferia pugliese, giungono infine a Roma. Lo spettacolo ottiene grandi consensi nell'ambito della critica specializzata ed è nel circuito dei più prestigiosi festival “off”, tra cui VolterraTeatro '99. Negli anni seguenti scrive ed interpreta lo spettacolo punk Madonna dei fottuti (1999), insieme con l'attore regista sardo Marco Sanna e la sorella attrice e autrice Francesca Ventriglia, ed Adeus (Foggia Lisbona Sarajevo) (2001): spettacolo "lirico" il cui racconto si snoda attraverso i versi di Fernando Pessoa, di Baudelaire e la nuova poesia bosniaca, sullo sfondo della musica dei Velvet Underground e di Patti Smith.
Nel 2003, con l'autrice ed attrice Silvia Garbuggino, fonda il gruppo Malasemenza con cui realizza un'ambiziosa trilogia sull'opera di Dostoevskij: nel 2003 Ventriglia e Garbuggino inscenano nella luce idiota da L'idiota; e nel 2005 presentano la seconda tappa della ricerca, prima stanza (studio da I Fratelli Karamazov).
Nell'aprile 2005, in veste di autore e performer solista Ventriglia realizza kitèmmùrt, (Amleto atto V scena II): lettura della tragedia shakespeariana per un solo attore che si moltiplica in tutti i personaggi della pièce - con toni oscillanti tra il surreale ed il grottesco, senza tralasciare il lirismo che dell'attautore è la cifra distintiva. Riguardo a kitèmmùrt ha scritto Scarpellini: “Magma da riordinare, tragedia sempre ‘da scrivere’, l'Amleto si presta alla prova o alla confessione. Ventriglia unisce una e l'altra, dice sé stesso dissimulandosi nella ‘recita’ (proprio come il Principe di Danimarca), e afferma il teatro come luogo in cui la verità, messa tra due specchi, perde la bussola e si moltiplica”. Sempre attorno all'Amleto di Shakespeare conduce il laboratorio permanente sul lavoro dell'attore "Qualcosa che non si può mostrare".
Nel 2007 ha presentato, in veste di regista I can't get no Satisfaction, tratto da Memorie dal sottosuolo di Dostoevskij ed interpretato da Marco Sanna, Claudio Alfaroli, Francesco Cortoni, Silvia Garbuggino e Francesca Ventriglia.
Nell'estate del 2008 ha interpretato Otello, alzati e cammina, derivato dalla tragedia shakespeariana: in una mescolanza di alto e basso, comico e lirico, Ventriglia (sempre più vicino a De Filippo nelle maschere facciali e nel carismo scenico) svela le debolezze del Moro che prestano il fianco alle insinuazioni di Iago.
In seguito a questo spettacolo, Ascanio Celestini, in un articolo a lui dedicato, apre scrivendo "Il più grande attore del ventunesimo secolo si chiama Gaetano Ventriglia." ("La ricotta di Otello" da I viaggi di Repubblica. Numero 521 – 9 ottobre 2008).
Proprio Celestini lo vorrà nel 2010 per una piccola parte, quasi un cameo, nel suo primo lungometraggio cinematografico: "La pecora nera" tratto dal suo omonimo libro.
Nel 2009 partecipa ad un'altra avventura extra teatrale: Oltre i limiti, docu-fiction diretta da Joan Jordi Miralles, una storia in sei episodi da dieci minuti ciascuno. Nata sotto l'egida di Denominació d'Origen, progetto parallelo della tv catalana Xarxa de Televisions Locals che raccoglie “esperimenti” sull'audio-visivo realizzati da giovani filmaker indipendenti, la pellicola è interamente girata in italiano e ha come attori due icone del teatro di ricerca: Gaetano Ventriglia ed Andrea Cosentino.
Della fine del 2009 e inizio del 2010 è la sua collaborazione con Daniele Timpano, nello spettacolo "Risorgimento Pop" di Andreoli-Timpano.
Nel giugno 2010 in co-regia con Silvia Garbuggino, porta in scena Dostoevskij ai Quartieri Spagnoli: una versione di Delitto e Castigo di 6 ore che prende vita in vari luoghi del quartiere napoletano. Lo spettacolo, scrive Claudia Provvedini: "inchioda due sere per oltre tre ore gli spettatori più diversi, chi non ha letto Delitto e castigo, chi se lo sente dentro come una cosa vissuta in qualche altra vita" e aggiunge: "il peso di Napoli è talora soffocante, ma a vincere è il teatro, pur in una città teatralissima". Lo spettacolo viene accolto con grande favore dalla critica italiana (Il Corriere della Sera, Carta, Hystrio, l'Unità) ed internazionale (Mouvement, La Pensèe Russe).
Come attore collabora con il Teatro di Buti di Dario Marconcini prendendo parte a Improvviso dell'Ohio-variazioni; La Via degli Empi; Scene da Arturo Ui; Faust (prima e seconda parte); Grida dal Buio; Il Cammino.